# ALL TIME BEST Presence
『ALL TIME BEST Presence』（オールタイム・ベスト・プレザンス）は2016年4月13日に発売された德永英明12作目のベスト・アルバム。

## 解説
デビュー30周年記念として2015年に行われたファンによるWEBリクエスト投票「収録楽曲国民投票」での上位曲を德永が、心（こころ）・永（えい）・明（めい）をテーマにCD3枚組に収録した全44曲。
初回限定盤には先述のリクエスト上位曲20曲のミュージック・ビデオを収録したDVDが付属。

## 収録曲

### DISC 1：心（こころ）
1. 最後の言い訳（6:18）[3]
2. 恋人（4:51）[3]
3. 春の雪（5:06）[3]
4. オリオンの炎（5:47）[3]
5. 青い契り（5:54）[3]
6. 太陽がいっぱい（5:34）[3]
7. 抱きしめてあげる（4:06）[3]
8. レイニー ブルー（4:22）[3]
9. さよならの水彩画（4:29）[3]
10. 僕のそばに（6:20）[3]
11. いかないで（4:50）[3]
12. BIRDS（4:11）[3]
13. 愛が哀しいから（5:46）[3]
14. 永遠に（4:38）[3]
15. Revolution（6:26）[3]

### DISC 2：永（えい）
1. 君の青（5:35）[3]
2. 壊れかけのRadio（5:10）[3]
3. もう一度あの日のように（5:55）[3]
4. 黄昏を止めて（6:07）[3]
5. 未来飛行（6:00）[3]
6. MYSELF ～風になりたい～（5:46）[3]
7. LOVE IS ALL（5:06）[3]
8. ことば（5:27）[3]
作詞・作曲：徳永英明、編曲：坂本昌之
9. 心のボール（5:02）[3]
10. JUSTICE（5:51）[3]
11. 情熱（5:43）[3]
12. 負けるな（5:01）[3]
13. 僕のバラード（6:26）[3]
14. セレブレイション（4:45）[3]

### DISC 3：明（めい）
1. ～ I'm Free ～（4:17）[3]
作詞・作曲：徳永英明、編曲：飯室博
2. 恋をしてゆこう（4:39）[3]
3. 誓い（5:12）[3]
4. 夢を信じて（4:50）[3]
5. WE ALL（5:17）[3]
6. あなたのために（4:06）[3]
7. 風のエオリア（3:49）[3]
8. Wednesday Moon（5:18）[3]
9. 桜（6:10）[3]
10. 輝きながら…（4:30）[3]
11. I LOVE YOU（5:42）[3]
12. 永遠の果てに（5:38）[3]
13. 道標（6:29）[3]
14. 君をつれて（5:26）[3]
15. 君がくれるもの（5:45）[3]

### 初回限定盤付属DVD
1. レイニー ブルー
2. 壊れかけのRadio
3. 最後の言い訳
4. 僕のそばに
5. 夢を信じて
6. もう一度あの日のように
7. 輝きながら…
8. 風のエオリア
9. MYSELF ～風になりたい～
10. LOVE IS ALL
11. 恋人
12. JUSTICE
13. Wednesday Moon
14. 未来飛行
15. 僕のバラード
16. 永遠の果てに
17. 君をつれて
18. オリオンの炎
19. 誓い
20. 青い契り